# Редіу (Бира, Нямц)
Редіу (рум. Rediu) — село у повіті Нямц в Румунії. Входить до складу комуни Бира.
Село розташоване на відстані 294 км на північ від Бухареста, 49 км на схід від П'ятра-Нямца, 46 км на захід від Ясс.

## Населення
За даними перепису населення 2002 року у селі проживали 885 осіб, усі — румуни. Усі жителі села рідною мовою назвали румунську.